# Jamie-Lynn Sigler
Jamie-Lynn Sigler (født 15. maj 1981) er en amerikansk skuespillerinde. Hun er mest kendt for sin rolle i tv-serien The Sopranos.